# ویلیس ویتنی
ویلیس ویتنی (انگلیسی: Willis R. Whitney؛ ۱۱ اوت ۱۸۶۸ – ۹ ژانویهٔ ۱۹۵۸ (۸۹ سال)) شیمی‌دان اهل ایالات متحده آمریکا و بنیان گذار آزمایشگاه کمپانی جنرال الکتریک بود. وی همچنین برندهٔ جوایزی همچون مدال ادیسون انجمن مهندسان برق و الکترونیک شده است.